# Brillia bifasciata
Brillia bifasciata är en tvåvingeart som beskrevs av Wang, Zheng och Ji 1994. Brillia bifasciata ingår i släktet Brillia och familjen fjädermyggor. Inga underarter finns listade i Catalogue of Life.